# مقاطعة بيكاواي (أوهايو)
مقاطعة بيكاواي (بالإنجليزية: Pickaway County)‏ هي إحدى مقاطعات ولاية أوهايو في الولايات المتحدة الأمريكية.

## أعلام
- جورج سيلاس بيترز
- جيمس د. وليامز
- جيم ماكي